# Хайлоев, Руслан Диловаршоевич
Русла́н Диловаршо́евич Хайло́ев (29 октября 2003, Тверь) — таджикский и российский футболист, полузащитник клуба «Тюмень» и сборной Таджикистана.

## Клубная карьера
Воспитанник российского клуба «Тверь».
Летом 2019 года перешёл в российский клуб «Зенит», выступал за «Зенит-2».
20 сентября 2023 года подписал контракт с клубом «Тюмень».

## Карьера в сборной
17 октября 2023 года дебютировал за сборную Таджикистан в товарищеском матче с Малайзией (2:0).

## Статистика выступлений

### Клубная
| Выступление      | Выступление      | Выступление      | Лига | Лига | Кубки | Кубки | Итого | Итого |
| Клуб             | Лига             | Сезон            | Игры | Голы | Игры  | Голы  | Игры  | Голы  |
| ---------------- | ---------------- | ---------------- | ---- | ---- | ----- | ----- | ----- | ----- |
| Зенит-2          | Вторая лига      | 2021/22          | 3    | 0    | —     | —     | 3     | 0     |
| Зенит-2          | Вторая лига      | 2022/23          | 24   | 3    | —     | —     | 24    | 3     |
| Зенит-2          | Вторая лига      | 2023             | 5    | 1    | —     | —     | 5     | 1     |
| Зенит-2          | Итого            | Итого            | 32   | 4    | —     | —     | 32    | 4     |
| Тюмень           | Первая лига      | 2023/24          | 0    | 0    | 0     | 0     | 0     | 0     |
| Тюмень           | Итого            | Итого            | 0    | 0    | 0     | 0     | 0     | 0     |
| Всего за карьеру | Всего за карьеру | Всего за карьеру | 32   | 4    | 0     | 0     | 32    | 4     |

### Сборная
| Таджикистан | Таджикистан | Таджикистан | Таджикистан |
| Год         | Игры        | Голы        |             |
| ----------- | ----------- | ----------- | ----------- |
| 2023        | 2           | 0           |             |
| 2024        | 1           | 0           |             |
| Всего       | 3           | 0           |             |

### Список матчей за сборную
| Матчи и голы Руслана Хайлоева за сборную Таджикистана | Матчи и голы Руслана Хайлоева за сборную Таджикистана | Матчи и голы Руслана Хайлоева за сборную Таджикистана | Матчи и голы Руслана Хайлоева за сборную Таджикистана | Матчи и голы Руслана Хайлоева за сборную Таджикистана | Матчи и голы Руслана Хайлоева за сборную Таджикистана | Матчи и голы Руслана Хайлоева за сборную Таджикистана |
| №                                                     | Дата                                                  | Оппонент                                              | Счёт                                                  | Голы                                                  | Соревнование                                          |                                                       |
| ----------------------------------------------------- | ----------------------------------------------------- | ----------------------------------------------------- | ----------------------------------------------------- | ----------------------------------------------------- | ----------------------------------------------------- | ----------------------------------------------------- |
| 1                                                     | 17 октября 2023                                       | Малайзия                                              | 2:0                                                   | —                                                     | Товарищеский матч                                     |                                                       |
| 2                                                     | 21 ноября 2023                                        | Пакистан                                              | 6:1                                                   | —                                                     | Отборочные матчи ЧМ-2026                              |                                                       |
| 3                                                     | 22 января 2024                                        | Ливан                                                 | 2:1                                                   | —                                                     | Кубок Азии 2023                                       |                                                       |

Итого: 3 матча / 0 голов; 3 победы, 0 ничьих, 0 поражений.

#### Олимпийская сборная
| 1 | 16 апреля 2024 | Саудовская Аравия | 2:4 | 1 | Кубок Азии 2024 (до 23 лет) |

Итого: 1 матч / 1 гол; 0 побед, 0 ничьих, 1 поражение.